# Vandling, Pennsylvania
Vandling là một thị trấn thuộc quận Lackawanna, tiểu bang Pennsylvania, Hoa Kỳ. Năm 2010, dân số của thị trấn này là 751 người.